# Жерван
Жерван (фр. Gervans) насеље је и општина у источној Француској у региону Рона-Алпи, у департману Дром која припада префектури Валанс.
По подацима из 2011. године у општини је живело 560 становника, а густина насељености је износила 170,73 становника/km². Општина се простире на површини од 3,28 km². Налази се на средњој надморској висини од 134 метара (максималној 350 m, а минималној 109 m).

## Демографија
| 1948. | 1962. | 1968. | 1975. | 1982. | 1990. | 1999. | 2011. |
| ----- | ----- | ----- | ----- | ----- | ----- | ----- | ----- |
| 280   | 256   | 267   | 272   | 313   | 339   | 456   | 560   |

График промене броја становника у току последњих година